# エリザベート・ド・ヴェルマンドワ
エリザベート・ド・ヴェルマンドワ（またはイザベル, Elizabeth de Vermandois, or Isabel de Vermandois, 1085年ごろ - 1131年2月13日）は、フランスの貴族の女性で、2度の結婚により初代ウスター伯、第2代レスター伯、第3代サリー伯、および第4代ウォリック伯の母グンドレッド・ド・ワーレンの母となった。
エリザベートは、紋章の時代の幕開け時代（イングランドでおよそ1200年から1215年）に弟ラウル1世が採用した、金と青（または紺碧）の市松模様の紋章の考案者だと考えられている。イングランドにおける同様の紋章は、他にはマンデヴィル＝ヴィアー家の「クォータリーの紋章」とクレア家の「シェブロンの紋章」の2つのグループしかない。

## 出自
エリザベートは、ヴェルマンドワ伯ユーグ1世とアデライード・ド・ヴェルマンドワの三女である 。父ユーグ1世はフランス王アンリ1世の次男であり、母アデライードはヴェルマンドワ伯エルベール4世とアデライード・ド・ヴァロワの娘であった 。

## 最初の結婚
エリザベートは二人の有力なアングロ＝ノルマン貴族と結婚した。最初に初代レスター伯、ムーラン伯ロバート・ド・ボーモン（1118年没）と結婚し、双子の息子をもうけた。次に、第2代サリー伯ウィリアム・ド・ワーレン（1138年没）と結婚し、息子と娘グンドレッド・ド・ワーレンをもうけた。
1096年、「ロンドンとエルサレムの間で当時最も賢明な人物」と称された初代レスター伯ロバート・ド・ボーモン（1118年没）は、教会の戒律を無視して、当時50歳を超えていたにもかかわらず非常に若いエリザベートとの結婚を主張した。1096年初頭、シャルトル司教イヴォは結婚の申し出を聞くと、2人が結婚を禁止された範囲内で親戚関係にあるという理由で結婚を禁じ、挙行を阻止する手紙を書いた。
1096年4月、エリザベートの父ラウル1世は教皇ウルバヌスを説得して結婚の特免状を手に入れ、教皇が主張する十字軍に出発した。ラウル1世の最後の任務は、娘エリザベートをロバートと結婚させることであった。
ロバートはフランスにおいて重要な貴族の一人であり、母方の叔父であるムーラン伯アンリから領地を相続していた。ロバートはヘイスティングズの戦いで右翼を指揮し、ウィリアム征服王の信頼する臣下の一人として最初の戦いで名声を得た。ロバートはレスターシャー、ノーサンプトンシャー、ウォリックシャー、ウィルトシャーの各地に90の荘園を与えられた。ムーラン伯はアンリ1世の「四賢顧問」の一人であり、1106年9月28日のタンシュブレーの戦いでは国王の指揮官の一人であった。1107年にロバートはレスター伯となった。
ロバートとの間に、3人の息子（長男・次男は双子）と5～6人の娘が生まれた。
- ロバート（1104年 - 1168年） - 第2代レスター伯、子女あり[11]
- ワレラン（1104年 - 1166年） - 初代ウスター伯、ムーラン伯、子女あり[11]
- ヒュー（1106年頃生） - 初代ベッドフォード伯、子女あり[11]
- エマ（1102年生）[12] - 幼少時にエヴルー伯ギヨームの甥であるアモーリー・ド・モンフォールと婚約したが、結婚は実現しなかった。若くして亡くなったか、修道院に入ったと思われる[13]。
- アデリーヌ（またはアルベリー）（1107年頃生） - 最初に第4代モンフォール＝シュル＝リール領主ユーグ4世と結婚し、次にデヴォンのビデフォード荘園の領主リチャード・ド・グランヴィル（1147年没）と結婚した。
- オーブリー（1109年頃生） - シャトーヌフ＝アン＝ティメレ領主ユーグ2世と結婚[11]
- モード（1111年頃生） - ウィリアム・ロヴェルと結婚[11]
- イザベル（1102年以降生） - イングランド王ヘンリー1世の愛妾であった[14]。最初に初代ペンブルック伯ギルバート・ド・クレアと結婚し[11]、後にアイルランド総司令官エルヴェ・ド・モンモランシーと結婚した[15]。

## 二度目の結婚
1118年に最初の夫ロバートが亡くなった直後、第2代サリー伯ウィリアム・ド・ワーレンと結婚した。ウィリアムは1093年に王族出身の花嫁を探していたが、スコットランド王女マティルダ（別名エディス）との結婚に失敗した。マティルダは後にイングランド王ヘンリー1世と結婚することになる。歴史家ジェームズ・プランシェは1874年に、エリザベートはロバートの死の前にウィリアムに誘惑された、あるいは恋に落ち、不倫関係に至ったとした。しかし、不倫関係を裏付ける証拠は乏しい。エリザベスは2番目の夫より長生きした。
二度目の夫ウィリアム・ド・ワーレンとの間に、3男2女が生まれた。
- ウィリアム（1119年 - 1148年）[19] - 第3代サリー伯
- ラルフ[19]
- レジナルド - ベランコンブル城とモルテマー城を含む、オーベル・ノルマンディー地方の父の領地を相続した[20]。ノーフォークのウォームゲイ領主ウィリアム・ド・ウォームゲイの娘アリス・ド・ウォームゲイと結婚し、彼女との間に息子ウィリアムをもうけた。息子ウィリアムはウォームゲイ修道院の創設者である[20]。
- グンドレッド（またはグンドラーダ） - 最初に第2代ウォリック伯ロジャー・ド・ボーモン（1102年頃 - 1153年、母の最初の夫の甥）と結婚し、第3代ウォリック伯ウィリアム・ド・ボーモン（1140年頃 - 1184年）を含む子女をもうけた。次に、ウェストモーランドのケンダル領主ウィリアム・ド・ランカスターと結婚し、子女をもうけた[19]。
- エイダ（1178年頃没） - スコットランド王デイヴィッド1世の次男、第3代ハンティンドン伯ヘンリー・オブ・スコットランドと結婚し、子女をもうけた[21]。エイダは、息子マルカム4世およびウィリアム1世獅子王にちなんで「スコットランド太后」として知られ、多くのスコットランド王の祖先でもある[22]。